# Свято-Покровская церковь (Детковичи)
Свято-Покровская церковь — памятник деревянного зодчества в селе Детковичи Дрогичинского района Брестской области. Он включен в Государственный список историко-культурных ценностей Республики Беларусь как объект историко-культурного наследия национального значения.

## История
Построена в 1740 году. Перестроена в 1884 году инженером А. И. Ремером.

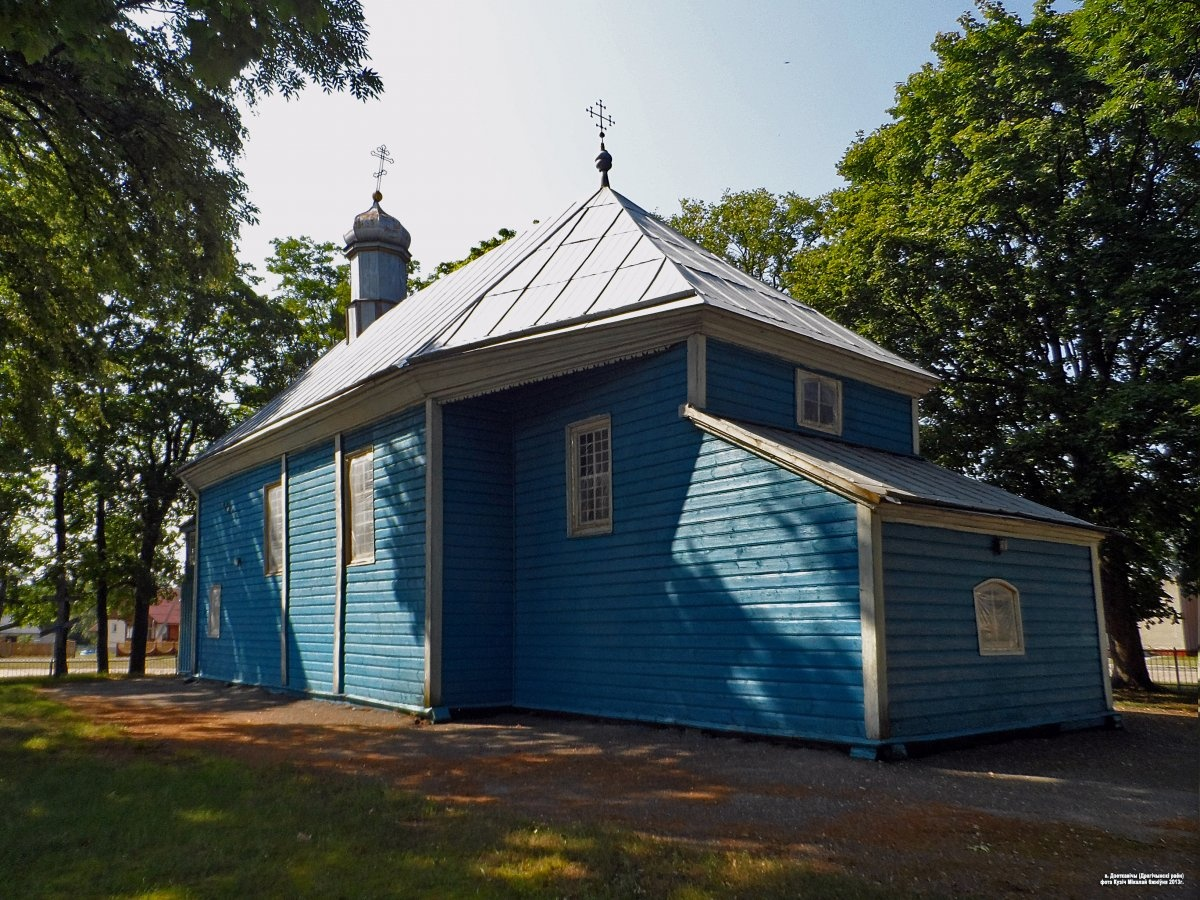
Вид со стороны апсиды.

Памятник деревянного народного зодчества. Состоит из основного и алтарных срубов, прямоугольных в плане и накрытых общей крышей с треугольными навесами в месте соединения срубов. По удлинённой оси до алтарного сруба пристроена низкая ризница с односкатной крышей что придает композиции храма ступенчатый абрис. Стены облицованы горизонтальными панелями и завершены развитым профилированным карнизом.
Главный фасад оформлены 4 лопатками разной высоты, завершёнными щитом с фронтоном над ним и ромбическим окном в центре. Двухъярусная четвериковая колокольня-ворота размещена отдельно на оси церкви. Конструкции верхнего сквозного яруса колокольни имеют также рисунок в виде ромбов.
Ризница размещена за апсидой, которая отделена созданным в 1830-е годы иконостасом, над входом расположены хоры.

### Колокольня
Перед церковью стоит двухъярусная (четверик на четверике) колокольня. Первый ярус-ворота обшиты вертикально, второй сквозной ярус накрыт шатром. Между стойками второго яруса сделаны подкосы.